# (3086) Kalbaugh
(3086) Kalbaugh est un astéroïde de la ceinture principale, de la famille de Hungaria.

## Description
(3086) Kalbaugh est un astéroïde de la ceinture principale, de la famille de Hungaria. Il présente une orbite caractérisée par un demi-grand axe de 1,94 UA, une excentricité de 0,03 et une inclinaison de 19,0° par rapport à l'écliptique.

## Compléments